# IJsland op het Eurovisiesongfestival 1992
IJsland nam deel aan het Eurovisiesongfestival 1992 in Malmö, Zweden. Het was de zevende deelname van het land op het Eurovisiesongfestival. De artiest werd gezocht via de nationale voorronde Söngvakeppni Sjónvarpsins. RUV was verantwoordelijk voor de IJslandse bijdrage voor de editie van 1992.

## Selectieprocedure
Söngvakeppni Sjónvarpsins 1992 bestond uit 1 finale en werd gewonnen door de band Heart 2 Heart. Zij mochten aldus IJsland vertegenwoordigen op het Eurovisiesongfestival van dat jaar, met het nummer Nei eða já.
| Volgorde | Artiest                                             | Lied                           | Punten | Plaats |
| -------- | --------------------------------------------------- | ------------------------------ | ------ | ------ |
| 1        | Arnar Freyr Gunnarsson                              | "Eva"                          | 36     | 7th    |
| 2        | Margét Eir                                          | "Þú mátt mig engu leyna"       | 43     | 6th    |
| 3        | Helga Möller & Karl Örvarsson                       | "Þú, um þig, frá þér, til þín" | 30     | 8th    |
| 4        | Bjarni Arason                                       | "Karen"                        | 80     | 2nd    |
| 5        | Gylfi Már Hilmisson                                 | "Nótt sem dag"                 | 24     | 9th    |
| 6        | Sigríður Beinteinsdóttir & Sigrún Eva Ármannsdottir | "Nei eða já"                   | 92     | 1st    |
| 7        | Guðrún Gunnarsdóttir                                | "Ljósdimma nótt"               | 51     | 4th    |
| 8        | Björgvin Halldórsson                                | "Mig dreymir"                  | 68     | 3rd    |
| 9        | Helga Möller & Karl Örvarsson                       | "Einfalt mál"                  | 48     | 5th    |

## In Malmö
Op het Eurovisiesongfestival moest IJsland aantreden als elfde, na Malta en voor Finland. Aan het einde van de puntentelling bleek dat Heart 2 Heart op een zevende plaats was geëindigd met 80 punten. 
De groep ontving 1 keer het maximum van 12 punten.
Nederland en België hadden respectievelijk 2 en 4 punten over voor de IJslandse inzending.

### Gekregen punten

#### Finale
| 12 punten                         | 10 punten         | 8 punten      | 7 punten     | 6 punten                                      |
| --------------------------------- | ----------------- | ------------- | ------------ | --------------------------------------------- |
| - Verenigd Koninkrijk             |                   | - Spanje      | - Oostenrijk | - Duitsland - Griekenland - Portugal - Zweden |
| 5 punten                          | 4 punten          | 3 punten      | 2 punten     | 1 punt                                        |
| - Denemarken - Italië - Luxemburg | - België - Israël | - Zwitserland | - Nederland  | - Noorwegen                                   |

### Punten gegeven door IJsland

#### Finale
Punten gegeven in de finale:
| 12 punten | Zwitserland         |
| 10 punten | Italië              |
| 8 punten  | Malta               |
| 7 punten  | Ierland             |
| 6 punten  | Denemarken          |
| 5 punten  | Joegoslavië         |
| 4 punten  | Verenigd Koninkrijk |
| 3 punten  | Nederland           |
| 2 punten  | Griekenland         |
| 1 punt    | Noorwegen           |